# Sexey-aux-Forges
Sexey-aux-Forges és un municipi francès situat al departament de Meurthe i Mosel·la i a la regió del Gran Est. L'any 2007 tenia 660 habitants.

## Demografia

### Població
El 2007 la població de fet de Sexey-aux-Forges era de 660 persones. Hi havia 250 famílies, de les quals 52 eren unipersonals (28 homes vivint sols i 24 dones vivint soles), 79 parelles sense fills, 111 parelles amb fills i 8 famílies monoparentals amb fills.
La població ha evolucionat segons el següent gràfic:
Habitants censats

### Habitatges
El 2007 hi havia 277 habitatges, 259 eren l'habitatge principal de la família, 3 eren segones residències i 15 estaven desocupats. 269 eren cases i 9 eren apartaments. Dels 259 habitatges principals, 224 estaven ocupats pels seus propietaris, 31 estaven llogats i ocupats pels llogaters i 5 estaven cedits a títol gratuït; 1 tenia una cambra, 3 en tenien dues, 31 en tenien tres, 60 en tenien quatre i 164 en tenien cinc o més. 200 habitatges disposaven pel capbaix d'una plaça de pàrquing. A 108 habitatges hi havia un automòbil i a 135 n'hi havia dos o més.

### Piràmide de població
La piràmide de població per edats i sexe el 2009 era:
| Homes | Edats   | Dones |
| ----- | ------- | ----- |
| 0     | 95 o +  | 0     |
| 0     | 90 a 94 | 4     |
| 0     | 85 a 89 | 8     |
| 0     | 80 a 84 | 4     |
| 8     | 75 a 79 | 16    |
| 8     | 70 a 74 | 12    |
| 8     | 65 a 69 | 4     |
| 24    | 60 a 64 | 16    |
| 16    | 55 a 59 | 16    |
| 24    | 50 a 54 | 28    |
| 32    | 45 a 49 | 20    |
| 28    | 40 a 44 | 40    |
| 24    | 35 a 39 | 20    |
| 12    | 30 a 34 | 4     |
| 16    | 25 a 29 | 24    |
| 16    | 20 a 24 | 16    |
| 28    | 15 a 19 | 32    |
| 8     | 10 a 14 | 20    |
| 20    | 5 a 9   | 16    |
| 4     | 0 a 4   | 16    |

## Economia
El 2007 la població en edat de treballar era de 431 persones, 328 eren actives i 103 eren inactives. De les 328 persones actives 315 estaven ocupades (160 homes i 155 dones) i 13 estaven aturades (5 homes i 8 dones). De les 103 persones inactives 42 estaven jubilades, 40 estaven estudiant i 21 estaven classificades com a «altres inactius».

### Ingressos
El 2009 a Sexey-aux-Forges hi havia 258 unitats fiscals que integraven 668 persones, la mediana anual d'ingressos fiscals per persona era de 20.849 €.

### Activitats econòmiques
Dels 13 establiments que hi havia el 2007, 6 eren d'empreses de construcció, 3 d'empreses de comerç i reparació d'automòbils, 1 d'una empresa d'hostatgeria i restauració, 2 d'empreses immobiliàries i 1 d'una empresa classificada com a «altres activitats de serveis».
Dels 6 establiments de servei als particulars que hi havia el 2009, 1 era un taller de reparació d'automòbils i de material agrícola, 2 paletes, 1 guixaire pintor i 2 fusteries.
L'any 2000 a Sexey-aux-Forges hi havia 4 explotacions agrícoles.

## Equipaments sanitaris i escolars
El 2009 hi havia una escola elemental integrada dins d'un grup escolar amb les comunes properes formant una escola dispersa.

## Poblacions més properes
El següent diagrama mostra les poblacions més properes.